# Winstverdeling
Winstverdeling (niet te verwarren met winstdeling) is de verdeling van de winst of de verdeling van het resultaat. Deze situatie doet zich voor indien op het einde van een boekjaar er een saldoverschil aanwezig is tussen de kosten en opbrengsten van een organisatie. Met andere woorden: als er een resultaat behaald is. Dit kan zijn een winst maar ook een verlies. 

## Verdeling van winst of verlies bij een rechtspersoon
Indien een rechtspersoon (een NV of BV)  een resultaat heeft behaald na afloop van haar boekjaar, dan zullen de aandeelhouders in de Algemene Aandeelhoudersvergadering in principe een besluit moeten nemen over de winstverdeling.
Zo kan men besluiten om een deel van de winst uit te keren aan de aandeelhouders via een dividenduitkering en een ander deel toe te voegen aan het eigen vermogen van de onderneming. Uiteraard zijn hier allerlei varianten in mogelijk. 
In grotere zelfstandige rechtspersonen is het ook mogelijk dat een voorstel of besluit voor de winstverdeling door de Raad van Commissarissen wordt genomen. Deze Raad is feitelijk een dagelijkse vertegenwoordiging van alle aandeelhouders tezamen.
Wanneer er sprake is van een verlies, dan wordt bij de 'winstverdeling' het verlies in mindering gebracht op de aanwezige reserves. Het kan zelfs gebeuren dat dit leidt tot een tekort aan ondernemingskapitaal. In dat geval kan er besloten worden extra aandelen uit te geven om het vermogen weer aan te vullen tot de gewenste hoogte. Dit laatste is natuurlijk nadelig voor de zittende aandeelhouders. Er treedt nu namelijk winstverwatering op.

## Verdeling van winst of verlies bij een vereniging
Bij een vereniging hangt de winstverdeling af van de statuten van de vereniging. In het algemeen wordt het besluit omtrent de winstdeling genomen door de Algemene Ledenvergadering. Meestal is in de statuten een vereiste opgenomen voor het minimaal aantal stemmen dat nodig is om in een dergelijke vergadering een rechtsgeldig besluit te nemen.
In de dagelijkse praktijk wordt het resultaat van een vereniging meestal toegevoegd aan het aanwezige verenigingskapitaal.
Wanneer er sprake is van een verlies, dan zal meestal worden besloten dit ten laste van de bestaande reserves te brengen. Wanneer deze niet (meer) aanwezig zijn, dan zullen de leden in principe in gelijke delen het verlies aan de vereniging moeten bijdragen.

## Verdeling van winst of verlies bij een maatschap
In geval van een maatschap hangt de wijze waarop de winst tussen de maten verdeeld wordt helemaal af van de gemaakte afspraken bij de oprichting van de maatschap. Ditzelfde geldt eigenlijk ook in de situatie van een verlies.